# Eupithecia regina
Eupithecia regina là một loài bướm đêm trong họ Geometridae.